# The Apocalypse DJ
The Apocalypse DJ è il secondo album del gruppo alternative rock svedese Smash Into Pieces. Pubblicato il 24 febbraio 2015 dalla Gain/Sony Music, è stato preceduto dal singolo Checkmate. Dall'album sono stati estratti anche i singoli Stronger e Color of Your Eyes.

## Tracce
1. Stronger – 3:51
2. My Cocaine (feat. Elize Ryd) – 3:23
3. Disaster Highway – 3:48
4. Checkmate – 3:38
5. Don't Wake Me Up – 4:18
6. Another Day on the Battlefield – 3:19
7. Reaching Out – 3:42
8. Color of Your Eyes – 3:03
9. Bullets – 3:25
10. Burn – 3:45
11. Rock 'n' Roll (The Apocalypse Tribute) – 4:02

## Formazione
- Chris Adam Hedman Sörbye – voce
- "Scream" Benjamin Jennebo – chitarra
- Per Bergquist – chitarra
- Viktor Vidlund – basso
- Isak Snow – batteria